# Joseph Schneider (Politiker)
Joseph Schneider (* 19. Dezember 1824 in Tüffer; † unbekannt) war ein österreichischer Jurist und Politiker.

## Leben
Schneider studierte von 1844 bis 1849 Philosophie und Rechtswissenschaften an der Universität Wien. Danach war er Advokat in Wien. Er war einer der führenden Beteiligten an der Revolutionsbewegung in Wien.
Vom 13. Juni 1848 bis 18. Juni 1849 war Schneider für den Wahlkreis Mähren in Olmütz und Müglitz Mitglied der Frankfurter Nationalversammlung in der Fraktion Württemberger Hof. Zuletzt war er Mitglied des Rumpfparlaments.